# Лисиничівська сільська рада
Лисиничівська сільська рада — орган місцевого самоврядування у Пустомитівському районі Львівської області з адміністративним центром у с. Лисиничі.

## Загальні відомості
Історична дата утворення: в 1940 році.
Територія сільської ради розташована на схід від Львова.
Водоймища на території, підпорядкованій даній раді: річка Полтва.

## Населені пункти
Сільраді підпорядковані населені пункти:
- с. Лисиничі
- с. Підбірці

## Склад ради
- Сільський голова: Кіндрат Тарас Ростиславович
- Секретар сільської ради:
- Загальний склад ради: 26

### Керівний склад ради
| ПІБ                         | Основні відомості                                                 | Дата обрання | Дата звільнення |
| --------------------------- | ----------------------------------------------------------------- | ------------ | --------------- |
| Мельник Микола Омельянович  | Сільський голова, 1951 року народження, освіта, безпартійний      | 26.03.2006   | 31.10.2010      |
| Кіндрат Тарас Ростиславович | Сільський голова, 1977 року народження, освіта вища, безпартійний | 31.10.2010   |                 |

Примітка: таблиця складена за даними джерела

### Депутати
Результати місцевих виборів 2010 року за даними ЦВК:
| № зп | № округу | Прізвище, ім'я, по батькові          | Дата визнання обраним | Відомості про обраного депутата |
| ---- | -------- | ------------------------------------ | --------------------- | --- |
| 1    | 1        | Кіт Віра Петрівна                    | 05.11.2010            | Освіта середня спеціальна, позапартійна, ПП «Укрпродукти», директор                                                                              |
| 2    | 2        | Дмитрик Тарас Миронович              | 05.11.2010            | Освіта вища, позапартійний, Львівський національний університет ветеринарної медицини та біотехнологій ім. Гжинського, викладач французької мови |
| 3    | 3        | Мельник Тарас Миколайович            | 05.11.2010            | Освіта вища, позапартійний, Львівська комерційна академія; ТзОВ «ДК-Консалтинг», викладач кафедри аудиту; консультант                            |
| 4    | 4        | Мединський Микола Йосипович          | 05.11.2010            | Освіта середня спеціальна, позапартійний, пенсіонер                                                                                              |
| 5    | 5        | Слоцький Станіслав-Гаврило Йосипович | 05.11.2010            | Освіта вища, позапартійний, ВАТ «Мікроприлад», інженер з охорони праці                                                                           |
| 6    | 6        | Бачинський Михайло Петрович          | 05.11.2010            | Освіта вища, позапартійний, ТзОВ «Євробудсвіт», директор                                                                                         |
| 7    | 7        | Нагірна Оксана Леонідівна            | 05.11.2010            | Освіта вища, позапартійна, видання «Високий замок», журналіст                                                                                    |
| 8    | 8        | Ковалишин Андрій Олексійович         | 05.11.2010            | Освіта середня спеціальна, позапартійний, тимчасово не працює                                                                                    |
| 9    | 9        | Пендрак Богдан Володимирович         | 05.11.2010            | Освіта вища, позапартійний, ПП Пендрак |
| 10   | 10       | Захарчук Іван Володимирович          | 05.11.2010            | Освіта вища, позапартійний, ДАТ «Львівські авіалінії», начальник юридично-договірного відділу                                                    |
| 11   | 11       | Хавунко Любомир Григорович           | 05.11.2010            | Освіта вища, позапартійний, фермерське господарство «Пролісок», голова правління                                                                 |
| 12   | 12       | Туркало Наталія Михайлівна           | 05.11.2010            | Освіта вища, позапартійна, КЗ ЛОР Обласна база спецмедпостачання, головний бухгалтер                                                             |
| 13   | 13       | Скопик Василь Андрійович             | 05.11.2010            | Освіта вища, позапартійний, фізична особа-підприємець                                                                                            |
| 14   | 14       | Коружинець Галина Лук'янівна         | 05.11.2010            | Освіта вища, позапартійна, школа с. Підбірці, заступник директора по виховній роботі                                                             |
| 15   | 15       | Куркевич Оксана Миколаївна           | 05.11.2010            | Освіта вища, позапартійна, ПП БФ «Квартал-плюс», головний бухгалтер                                                                              |
| 16   | 16       | Бедрій Мирон Михайлович              | 05.11.2010            | Освіта вища, позапартійний, ПП Штрих, юрист |
| 17   | 17       | Мадея Євген Ярославович              | 05.11.2010            | Освіта середня спеціальна, позапартійний, ТзОВ «Компанія БК», водій                                                                              |
| 18   | 18       | Гривнак Роман Миколайович            | 05.11.2010            | Освіта середня, позапартійний, ПП «Байра» |
| 19   | 19       | Бачинський Олег Тарасович            | 05.11.2010            | Освіта середня спеціальна, позапартійний, ПП «Дует», заступник директора                                                                         |
| 20   | 20       | Саєвич Ярослав Петрович              | 05.11.2010            | Освіта вища, позапартійний, фізична особа-підприємець                                                                                            |
| 21   | 21       | Хомів Павло Степанович               | 05.11.2010            | Освіта вища, позапартійний, фізична особа-підприємець                                                                                            |
| 22   | 22       | Брездень Андрій Ярославович          | 05.11.2010            | Освіта середня спеціальна, позапартійний, тимчасово не працює                                                                                    |
| 23   | 23       | Воробель Андрій Володимирович        | 05.11.2010            | Освіта середня спеціальна, позапартійний, тимчасово не працює                                                                                    |
| 24   | 24       | Блощичак Ольга Маркіянівна           | 05.11.2010            | Освіта вища, позапартійна, Підбірцівська загальноосвітня школа, вчитель                                                                          |
| 25   | 25       | Халепа Анатолій Петрович             | 05.11.2010            | Освіта вища, позапартійний, ПП «Фіус», заступник директора                                                                                       |
| 26   | 26       | Колосовський Михайло Володимирович   | 05.11.2010            | Освіта вища, позапартійний, тимчасово не працює                                                                                                  |